# Adalrico
Adalrico  è un nome proprio di persona italiano maschile.

## Varianti in altre lingue
- Germanico: Athalaricus[2], Adalric[2], Adalrich[2], Alrich[2]
- Anglosassone: Æðelric[3]
- Medio inglese: Elric[3]

## Origine e diffusione
Si tratta di un nome germanico, composto dagli elementi athal (o adal, "nobile") e rîch ("potente" oppure "signore"). In lingua anglosassone era diffuso un nome imparentato, Æðelric, che venne portato da numerosi sovrani anglosassoni e italianizzato in "Etelrico".
Viene talvolta associato al nome Alarico, che ha però ha un diverso elemento iniziale.

## Onomastico
L'onomastico si può festeggiare il 21 maggio in memoria di sant'Adalrico, un ragazzo martirizzato dai Normanni nell'888 presso il monastero di Bèze, nella Côte-d'Or.

## Persone

### Variante Aethelric
- Aethelric di Bernicia, sovrano britannico
- Aethelric di Deira, sovrano di Deira